# Saint-Symphorien-sous-Chomérac
Saint-Symphorien-sous-Chomérac – miejscowość i gmina we Francji, w regionie Owernia-Rodan-Alpy, w departamencie Ardèche.
Według danych na rok 1990 gminę zamieszkiwało 519 osób, a gęstość zaludnienia wynosiła 66 osób/km² (wśród 2880 gmin regionu Rodan-Alpy Saint-Symphorien-sous-Chomérac plasuje się na 1129. miejscu pod względem liczby ludności, natomiast pod względem powierzchni na miejscu 1290.).